# Farnetella
Farnetella è una frazione del comune italiano di Sinalunga, nella provincia di Siena, in Toscana.

## Geografia fisica
Farnetella è situata su uno dei colli del lato occidentale della Valdichiana, posta a 413 m s.l.m., a pochi chilometri dal capoluogo comunale, tra Scrofiano e Rigomagno, ed è ricca di uliveti e di vigneti (i più alti a 550 m s.l.m.).
Bartolomeo Gherardini, Auditore Generale di Siena, in una visita del 1676, su mandato del Granduca di Toscana scrisse su Farnetella:

## Geografia antropica
Farnetella ha la struttura di un borgo medievale con il castello, con 4 borghi paralleli (Via Antonio Ferrari chiamato anche Borgo di Compagnia, Via Regina Margherita chiamato anche Borgo di Mezzo, Via degli Orti e Via del Sole), collegati con 3 vicoli trasversi (Vicolo Antonio Ferrari, Vicolo degli Orti 1 e Vicolo degli Orti 2) e con la cinta muraria di cui restano tracce non facilmente leggibili; tuttavia verso la parte sud-est del paese, è visibile parte di una torre di difesa semicircolare. Il centro del paese è rappresentato dalle 2 piazze (Piazza San Giovanni e Piazza Farnia).
All'interno del vicolo (o andito) Antonio Ferrari si trova un'iscrizione:

## Origini del nome
Il toponimo Farnetella trae origine, probabilmente da farnia, albero della famiglia della querce, ma a foglie più larghe, e di minore sviluppo. La farnia cresce in grande quantità presso Farnetella, specialmente a Castelvecchio.
Lo stemma di Farnetella è infatti rappresentato da una farnia in sfondo rosso.

## Storia

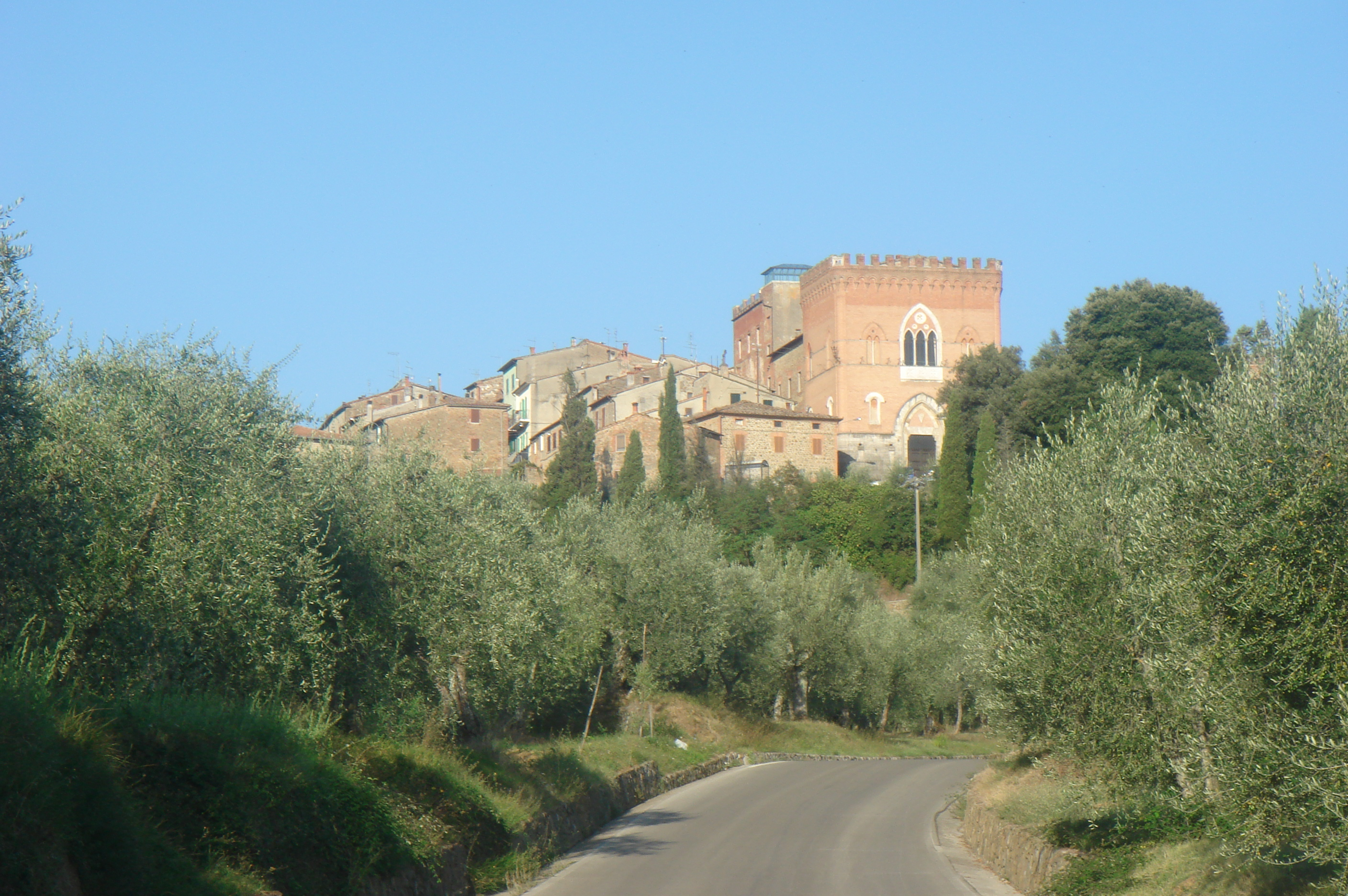
Veduta di Farnetella.

Su Farnetella non si hanno notizie di origini antichissime, a valle dell'attuale abitato sono state però ritrovate tracce di oreficeria etrusca e monete romane. L'origine di Farnetella risale al Medioevo e precisamente in un periodo compreso tra il V secolo ed il VI secolo. Nel primo medioevo fu residenza di un ramo della famiglia dei Cacciaconti, ovvero i conti della Scialenga, poco dopo aver preso dimora nel castello di Rigomagno.

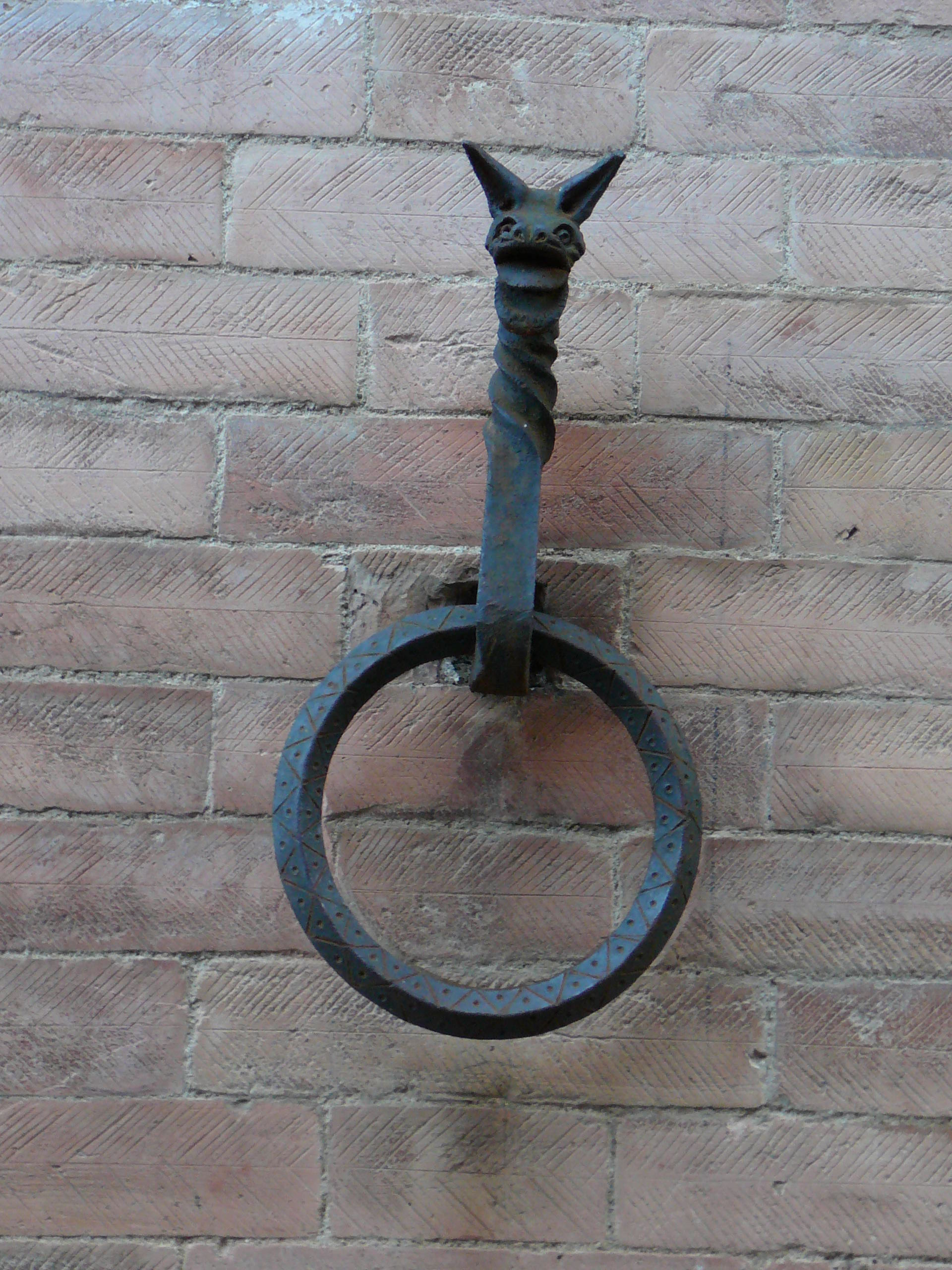
Il castello di Farnetella.

Farnetella fino dalla sua origine era ubicata su un altissimo poggio, sopra l'attuale abitato, chiamato tuttora, non a caso Castelvecchio. Era circondata da forti ed alte mura e la sua posizione era inespugnabile. All'interno si trovava il castello, descritto come potente e inaccessibile intorno all'anno 1000, che faceva parte del piccolo dominio dei nobili Barotti, che comprendeva anche San Gimignanello, Montalceto (oggi Torre Sant'Alberto) e Castiglioni (detto anche Castiglion Barotti) nei pressi di Rapolano Terme. Inoltre si trovavano un'ampia signoria, una corte, delle case, una chiesetta e una cappella. Nei primi anni del XII secolo, dopo una guerra, Montalceto, San Gimignanello e Farnetella furono occupati dai conti della Scialenga (i Cacciaconti). Il primo documento che si riferisce a Farnetella risale al 1175, un documento con il quale Siena ordinava ai conti Scialenghi la restituzione del castello di Farnetella agli antichi proprietari, i conti Barotti. I conti Barotti ripresero possesso, ma nel 1234 dovettero fare i conti con l'imperatore Federico II che concesse formalmente Montalceto a Ildibrandino di Guido Cacciaconti degli Scialeghi, la cui famiglia, poco dopo, assunse il controllo anche di Farnetella.

Nel 1271 Farnetella fu accusata di alto tradimento verso la Repubblica di Siena, per aver dato ricetto a Ghibellini fuoriusciti dalla città. Sia per Farnetella che per Rigomagno è difficile dire se furono gli abitanti ad offrire ricetto, o se, piuttosto, non furono i Ghibellini ad invitarsi da soli. Su Farnetella, fu applicata la legge che prevedeva secondo il "costituto" del 1262, che i castelli del contado o distretto di Siena, che si fossero resi colpevoli di tradimento verso la Repubblica, dovevano essere distrutti e mai più ricostruiti. Il castello di Farnetella fu così raso al suolo dalle truppe Senesi del Terzo di Camollia, per ordinanza del Vicario Monforte. Nel gennaio 1295 gli abitanti di Farnetella inviarono una supplica a Siena, nella quale esponevano la propria innocenza. Appena un mese dopo, nel febbraio 1295, il Consiglio Generale della Campana deliberò in favore dei supplicanti, consentendo a tutti coloro che non avevano colpa, di poter tornare ad abitare nella corte di Farnetella. 

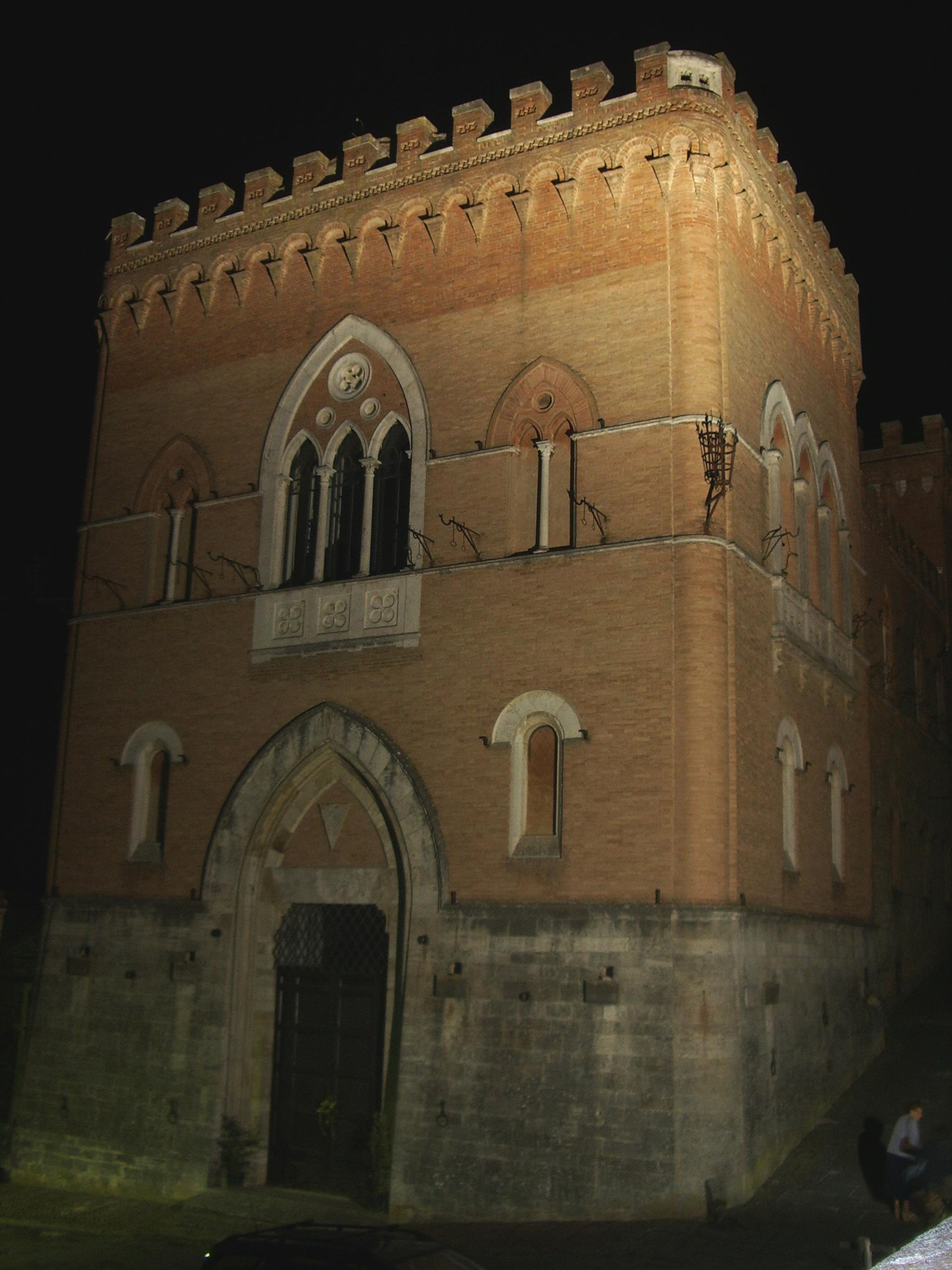
Il castello di Farnetella

 Gli abitanti ricostruirono rapidamente il borgo, in un luogo diverso rispetto a prima, con la caratteristica struttura a tre vie in leggera pendenza, che conserva tuttora, ispirandosi probabilmente alla vecchia struttura di Rigomagno. Nel 1324, dopo che Farnetella era già stata ricostruita, Messer Deo Guccio Tolomei, ribelle del Comune di Siena, con le sue truppe, la saccheggiò, la devastò e la incendiò. Con pazienza, gli abitanti tornarono a ricostruire il loro paese con una cerchia di mura più ampia. Nel 1554, Farnetella subì un nuovo assalto, che sostenne coraggiosamente, da un distaccamento dell'esercito di Carlo V. Farnetella fu a lungo comune indipendente, ma fu annesso al comune di Sinalunga con la riforma leopoldina del 1778.
Statuti

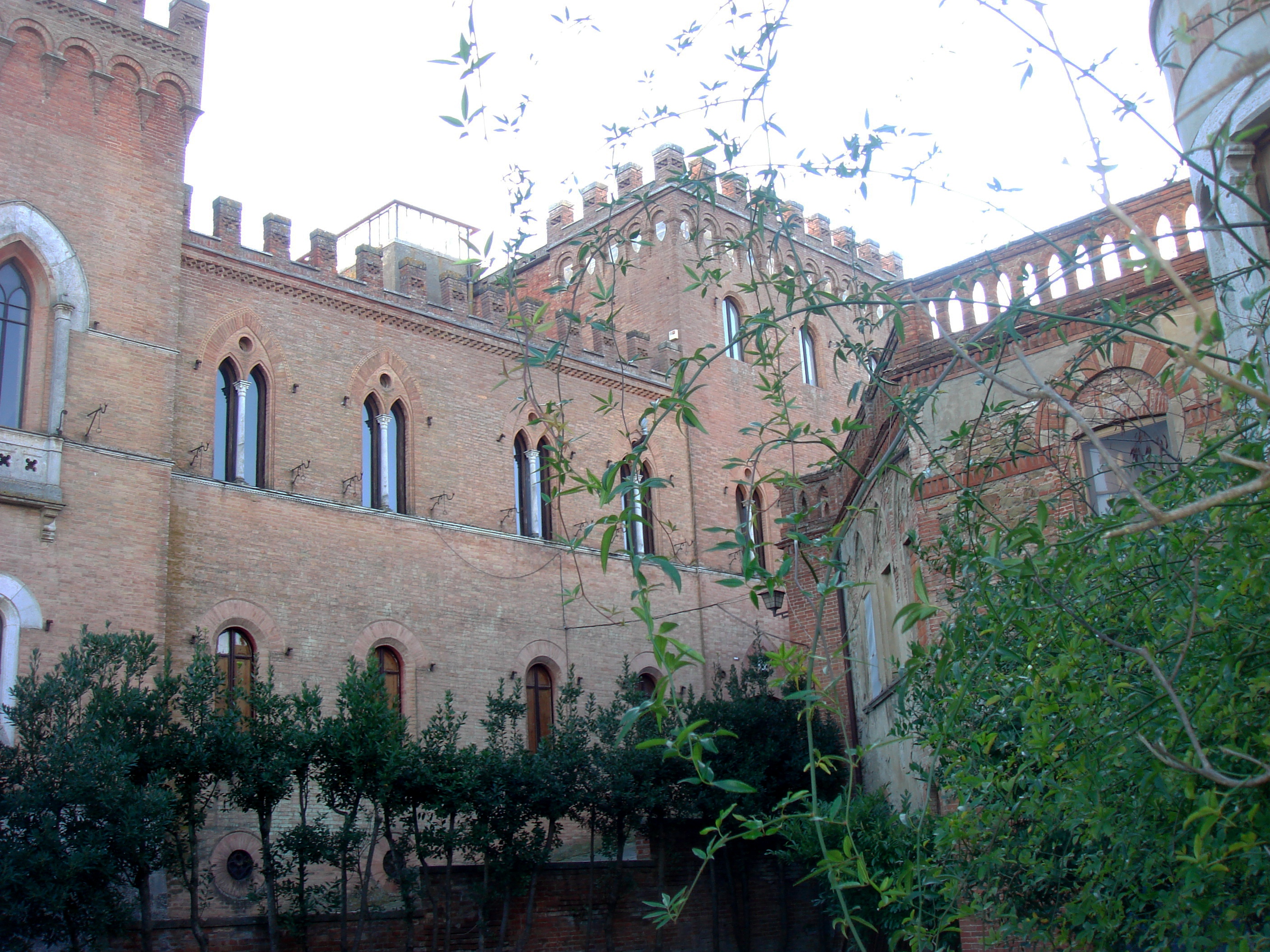
Il castello di Farnetella.

È stato possibile rintracciare tutte le varie notizie su Farnetella grazie alla realizzazione della Monografia Storica-Statutaria del Castello di Farnetella, scritta dal proprietario del Castello, Adolfo Ferrari nel 1901.
In appendice alla Monografia Storico-Statutaria di Adolfo Ferrari sono stati pubblicati gli Statuti del 1559. Con gli Statuti è possibile capire le esigenze, le paure ed i valori della gente di Farnetella. Gli Statuti stabiliscono le norme del vivere in comune con regole chiare riguardanti argomenti sentiti da tutti. Sono regole di vita quotidiana per gli abitanti del borgo.
Elenco di alcuni argomenti degli Statuti della Corte di Farnetella del 1559:
- Il primo articolo riguarda tutte le direttive costituzionali del Sommo Pontefice, dei Cardinali e dell'Episcopo.
- Articolo che riguarda la famiglia: Ogni figlio maschio o femmina è tenuto ad obbedire al padre ed alla madre in ogni loro comandamento lecito.
- Ciaschuno figliuolo o figliuola sia tenuto et devi alimentare suo padre et madre.
- Articolo che riguarda le cariche dello Stato: È vietato ai Priori, Consiglieri, Camerlengo e Pubblici Ufficiali di ospitare personalmente forestieri.
- Pene per chi dicesse ad altrui becco o becca alla madre o moglie o figlia o sorella per insino al terzo grado.
- Multa di 20 Soldi per ogni parola ingiuriosa o per ogni bestemmia nel nome di Dio pronunciata. Se il fatto avviene di notte la pena sarà raddoppiata.
- Il Vicario eletto deve portare a conoscenza tutto il popolo degli articoli dello Statuto (acciò che nissuno per negligenza escusar si possa).
- Pene per chi dirotta il corso delle acque dei torrenti, per chi provoca intasamenti delle chioche, per chi mette a bagno saggionali nello stagno comunale o nella Foenna (fiume).
- Articoli riguardanti i danni al patrimonio: provocati da persone o animali, nelle vigne, negli orti, nei campi di cipolle, pene per chi dirama i salci.
- Articoli per il vivere cristiano della popolazione: multe per chi non rispetta le feste comandate, precisando che non si può sellare le bestie, a meno che non servono per andare al mercato o fuori dalla corte di Farnetella.
- Legge che obbliga un homo per casa ad accompagnare in chiesa i defunti, di qualsiasi persona si tratti.
- È vietato portare legname per la steccata del molino di Lucignano (considerato il danno che fa la steccata del molino di Lucignano al piano di Farnetella, qualunque persona sarà trovata passata la strada con legname di qualunque sorta andare verso detta steccata, caschi in pena di lire otto per volta e ciascuno ne possi essere accusatore, guadagnando il quarto della multa et il nome sia tenuto segreto).

Signori-Proprietari di Farnetella
- Conti Baroti (in possesso di Farnetella fino al 1200).
- Conti della Scialenga o Cacciaconti (dal 1190 al 1200).
- Repubblica di Siena (1271).
- Tomo di Binduccio (1400).
- Ceudio di Bindo (1400).
- Famiglia Petrocci (1500) (possedeva i poderi di Camporsi, Giardino, Cerretello, Vignale).
- Famiglia Bindi (1500) (possedeva i poderi di Lippiano 1º e 2º, Poggioli 1º e 2º, Casanova, Guazzino, Casella, Castelvecchio).
- Famiglia Amidei (1500).
- Famiglia Angelotti (1500).
- Nobile Giulio Gori Pannilini (1600).
- Nobile Fabio Gori Pannilini (1800).
- Signoria puramente gentilizia e nominale (Comune).
- Famiglia Ferrari (1800).
- Augusto di Fabio (1842).

## Architetture religiose

### Chiesa di San Giovanni Battista

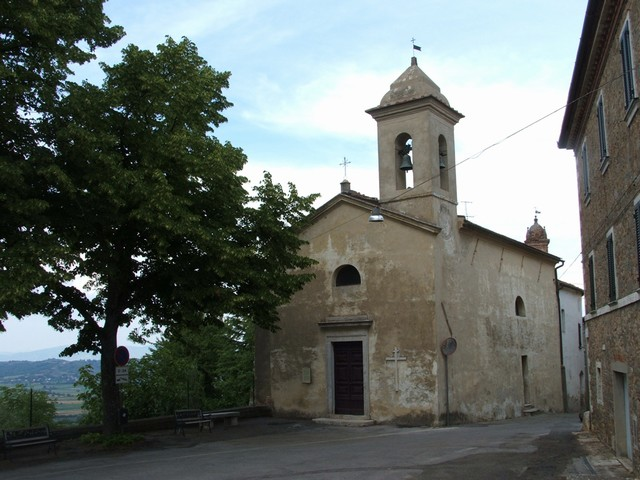
Chiesa di San Giovanni Battista

La chiesa di San Giovanni Battista è una chiesa consacrata a San Giovanni Battista, situata in piazza San Giovanni a Farnetella, nella diocesi di Arezzo-Cortona-Sansepolcro. L'edificio, risalente al 1392, ha subito nel tempo vari rimaneggiamenti, come nel 1869 dal Conte De Gori e nel 1895 dalla famiglia Ferrari. È delimitato esternamente dal campanile angolare a vela e dal portale cinquecentesco in travertino. L'interno, inizialmente con volta a travi visibili, ha adesso la volta a navata con una pianta contraddistinta da un assetto asimmetrico.

### Chiesa della Compagnia Santa Croce

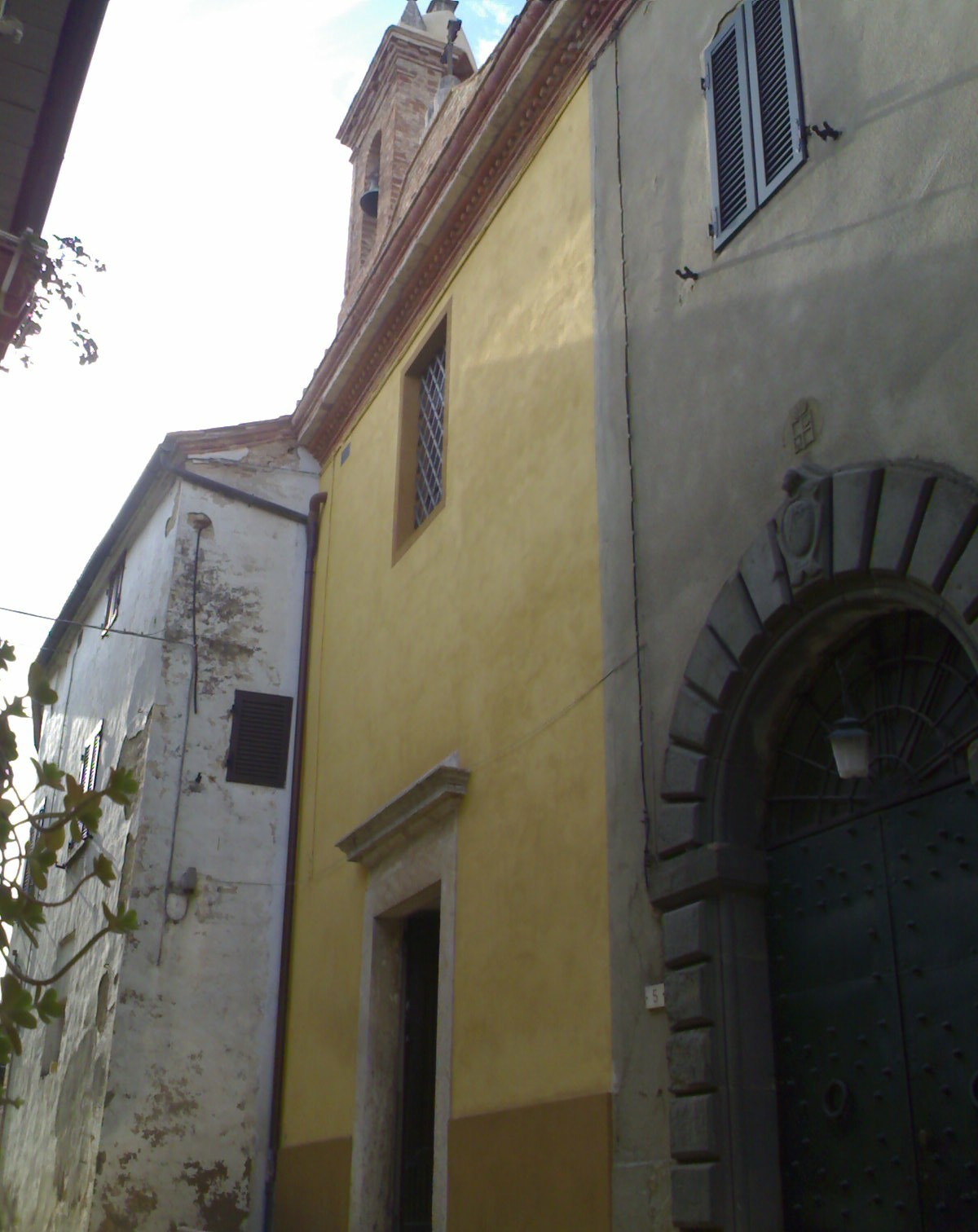
Chiesa della Compagnia Santa Croce.

La chiesa della Compagnia Santa Croce è situata a Farnetella nel Borgo Antonio Ferrari. È una confraternita di fratelli e sorelle che fa parte della diocesi di Arezzo-Cortona-Sansepolcro. La chiesa, risalente al XVI secolo e restaurata notevolmente nel 1861 dai confratelli, è nata come confraternita per scopi umanitari, come il trasporto dei defunti e i loro benefici spirituali per mezzo di suffragi.

### Chiesina di Santa Maria
La chiesa si trova lungo la strada inferiore che conduce al paese ed è di proprietà di una famiglia originaria del paese.
Fu fatta costruire alla fine del 1870 da Saulle Mastioni come voto alla Vergine Maria per avere un figlio in salute. I precedenti morirono a 7-8 anni; dopo circa un anno la moglie diede alla luce Quintilio, "il quinto".

### Eremo della Bandita

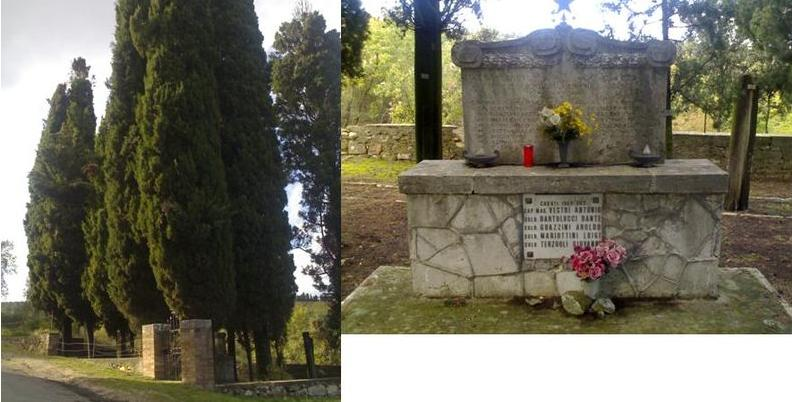
Monumento ai caduti in Guerra

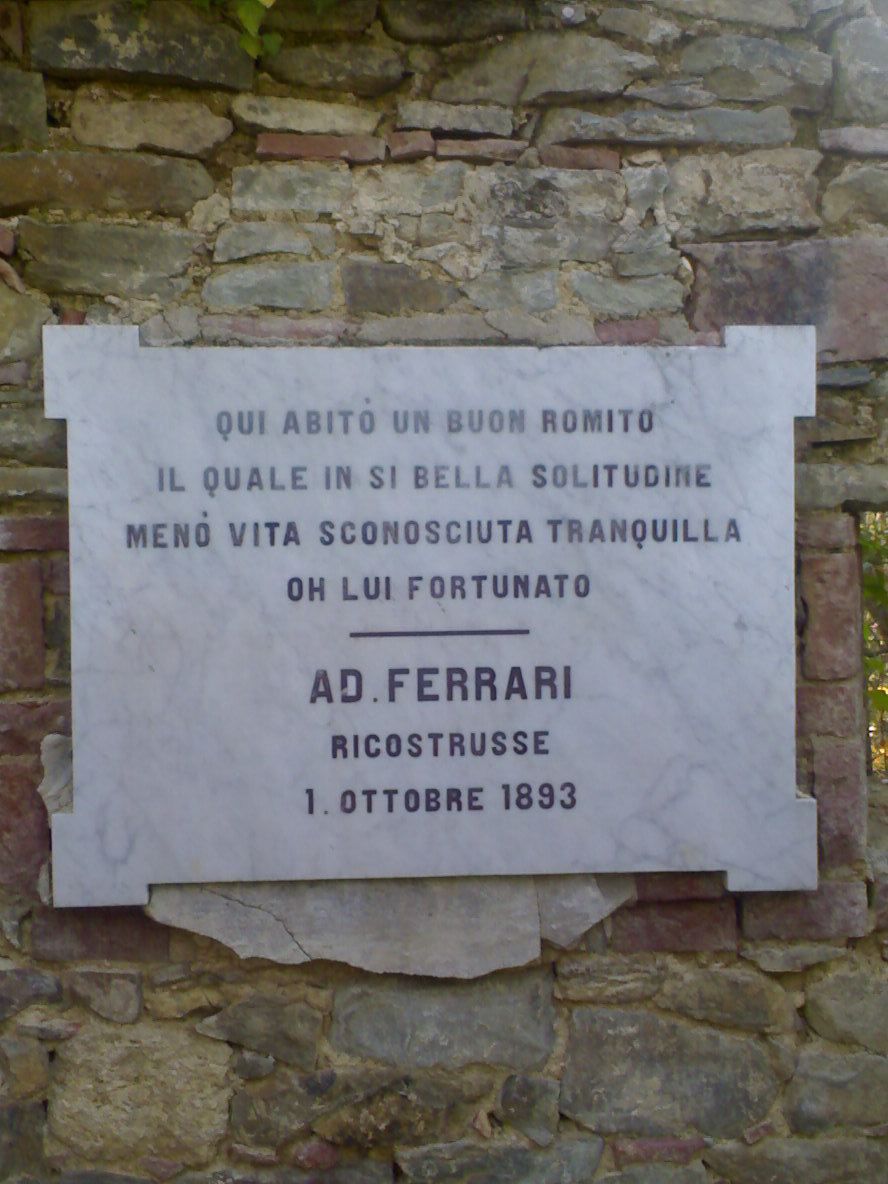
Iscrizione Romitorio (Eremo della Bandita)

Il poggio anticamente apparteneva al Comune di Farnetella, successivamente di proprietà della Famiglia Ferrari (proprietari del Castello) e dista circa un chilometro dall'abitato. Si narra che nel 1500 circa, qui abitava un uomo che costruì a sue spese una cappella ed una capanna dove abitò per un lungo periodo finché non morì. Da come si apprende nella Monografia Storico-Statutaria di Adolfo Ferrari si dice che fosse di illustre e ricchissima famiglia e che ogni mattina celebrava la Messa per pochi pastori e spesso veniva invitato dal Pievano di Farnetella per celebrare la messa.
Nel luogo dove sorgeva la chiesa fu eretta una piccola costruzione e vi fu posta un'iscrizione:
AD. FERRARI Ricostrusse
1º OTTOBRE 1883»
Nell'area si trovano tuttora i ruderi della costruzione, anche se in pessimo stato. Il poggio del Romitorio (così conosciuto) è ogni anno una delle tappe della Visita delle sette chiese della Processione del Venerdì Santo.

### Parco della Rimembranza
Di fronte al cimitero di Farnetella sorge il Parco della Rimembranza circondato da un muretto in muratura chiuso con un cancello in ferro, dedicato ai soldati di Farnetella caduti nella Prima e nella Seconda Guerra Mondiale.
All'interno su un monumento in travertino sono incisi i nomi dei soldati di Farnetella caduti nei conflitti. In epoca più recente, presumibilmente intorno al 1950, sul plinto in muratura, abbellito con grosse lastre di travertino posizionate a mosaico, è stata aggiunta una lapide con i nomi dei caduti della Seconda Guerra Mondiale. Per ogni caduto, un verde cipresso sul cui tronco è affissa una targhetta con il nome e la guerra a cui si riferisce, sta a significare che il loro ricordo è ancora vivo nell'animo dei parenti e conoscenti.
Ancora oggi, ogni anno, in occasione del 4 novembre, giorno dedicato proprio alla commemorazione dei caduti in guerra, viene deposta dalla popolazione una corona d’alloro alla memoria ed il parroco impartisce una benedizione appropriata. Inoltre la banda di Farnetella suona alcune marce adatte all'occasione come l'Inno di Mameli e La canzone del Piave.

## Architetture civili

### Castello

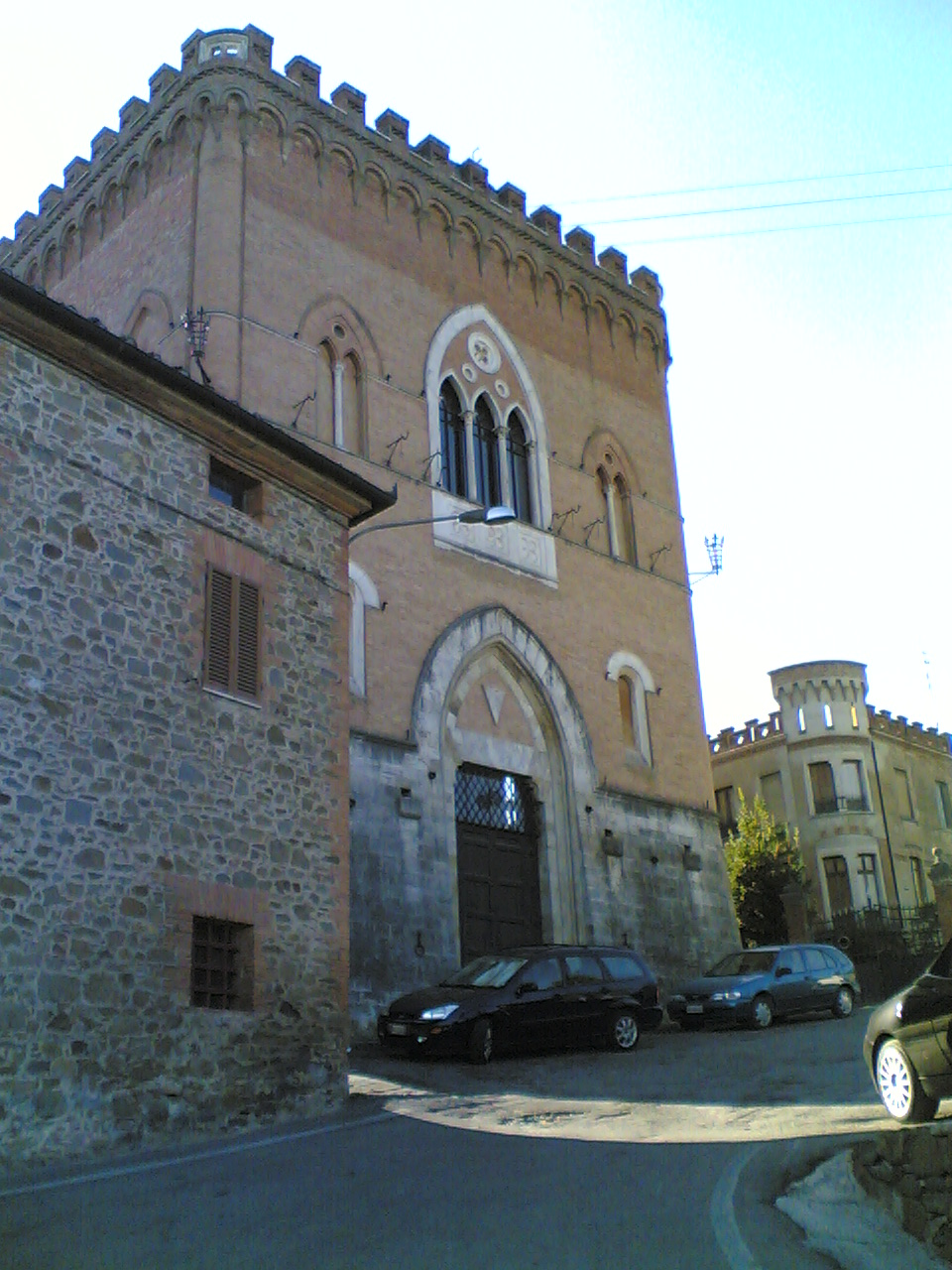
Il castello di Farnetella

Il castello di Farnetella fu costruito nell'ultimo decennio del 1800 su commissione di Antonio Giorgio Ferrari e del figlio Adolfo Ferrari ed è un esempio significativo di architettura neogotica situato nel cuore del borgo di Farnetella. Antonio Giorgio Ferrari era un conte di discendenza asburgica proveniente da Livorno, che dopo aver partecipato nel 1849 alla Prima guerra d'indipendenza italiana combattendo nella Battaglia di Curtatone e Montanara, iniziò un proficuo commercio con l'Egitto ottenendo onori e fortuna. A metà del 1800 circa si trasferì a Farnetella. Ad Antonio si susseguì il figlio Adolfo, grande appassionato di oggetti antichi (famosa una sua collezione di monete romane di età repubblicana e imperiale andata perduta), che portò avanti il progetto della grande costruzione residenziale. Nel 1883 presso la località boschiva del Romitorio eresse a ricordo una piccola costruzione dove in passato sorgeva una cappella in cui viveva l'eremita Alessio, mentre nel 1901 sostenne economicamente la Filarmonica Pietro Mascagni di Farnetella. Nella sua vita scrisse numerosi libri tra cui nel 1901 la Monografia Storica-Statutaria del Castello di Farnetella in Valdichiana.
L'edificio venne realizzato su un'area precedentemente occupata da case private appartenenti a vari abitanti del luogo, i quali furono trasferiti in altre abitazioni all'interno del borgo. Esistono testimonianze orali e scritte che documentano questo processo di ricollocazione, avvenuto fra la fine dell'Ottocento e l'inizio del Novecento e che coinvolse una dozzina di famiglie farnetellesi. A dicembre 1889 iniziarono i lavori per realizzare una grande costruzione residenziale in stile di castello ad immagine e somiglianza di quelle di alcuni nobili famiglie di Siena, fornita di tutte le comodità moderne in un ambiente dal sapore nobilmente antico, per il soggiorno di ricchi nobili e benestanti. I lavori di costruzione terminarono nel 1903 ma il progetto originale restò incompleto a causa dei problemi finanziari che colpirono il Ferrari; la struttura rimane comunque imponente e caratterizza l'interno borgo. Il castello di Farnetella, pur essendo un progetto incompiuto, rappresenta un notevole esempio di architettura neogotica toscana, fortemente ispirata alle dimore nobiliari medievali. Le sue decorazioni, tanto esterne quanto interne, dimostrano una grande attenzione ai dettagli storici e artistici, creando una residenza monumentale che ha influenzato l'identità del borgo circostante. La fusione di elementi architettonici medievali con le comodità moderne, tipica del periodo, riflette il desiderio di Adolfo Ferrari di creare una dimora di prestigio che fosse al contempo funzionale e celebrativa del passato.
Il castello si distingue per la sua struttura in mattoni rossi, con la parte inferiore rivestita in marmo fino al livello del portale d'ingresso. Le facciate ripropongono tipici elementi neogotici, come le finestre bifore e trifore ad arco acuto e le merlature guelfe che coronano la sommità dell'edificio, evocando le forme delle architetture medievali. Tra i dettagli più interessanti troviamo una serie di 22 stemmi araldici inseriti sotto gli archetti pensili nella parte posteriore dell'edificio. Questi stemmi appartengono a importanti famiglie nobiliari senesi, tra cui i Tolomei, i Piccolomini, i Gori e altre casate della regione. All'esterno, inoltre, sono presenti gli anelli incastonati nelle pareti per legare i cavalli, un dettaglio che richiama direttamente il periodo medievale e la tradizione senese. Sulle lunette degli archi ogivali delle facciate laterali si trovano gli stemmi del borgo di Farnetella e della città di Siena, rafforzando il legame storico e culturale tra il castello e la comunità locale.
All'interno del castello, gli ambienti riflettono lo stesso impegno decorativo visibile all'esterno. L'ingresso principale conduce a un ampio entrone in cui sulla sinistra si trova una cappella privata, mentre una monumentale scala in travertino con un passamano finemente decorato collega i due piani principali della residenza. Salendo, il primo piano è quello dedicato alla servitù; qui, tra i vari ambienti, si trovano la cucina principale e la sala degli stemmi. Quest'ultima rappresenta una stanza di grande rilievo storico-artistico, poiché vi sono affrescati gli araldi di diverse famiglie nobili locali e stemmi di alcuni paesi nei pressi di Farnetella. Al centro del soffitto, entro una cornice mistilinea, è raffigurato Guido di Montfort a cavallo. Si tratta di un celebre condottiero inglese che, a metà del Duecento, entrò al servizio di Carlo I d'Angiò, quando fu Vicario in Toscana in sostituzione di Jean Britaud e qui sposò nel 1270 una nobildonna della contea della Maremma, Margherita Aldobrandeschi. Accanto a questa stanza si trova un corridoio con un'uscita secondaria che dà sul borgo dedicato a Ferrari. Il piano superiore è dedicato alla nobiltà: qui la maggior parte delle sale presentano degli affreschi di gusto neogotico con scene che raccontano eventi significativi della storia del borgo o decorazioni geometriche e araldiche. Un affresco di particolare rilievo raffigura il popolo di Farnetella che si reca da Deo di Guccio Tolomei nel 1324 per supplicarlo di non distruggere le loro case. I colori predominanti negli affreschi sono il blu, l'arancione, il rosso e l'avorio, che richiamano la tradizione pittorica toscana e donano una vibrante intensità alle scene rappresentate. Nella stanza che precede la sala da pranzo è rappresentato sul pavimento lo stemma della famiglia Ferrari. Sul soffitto in legno, invece, sono intagliate due figure che sostengono una ghirlanda all'interno della quale è rappresentata una farnia policroma (albero della famiglia della quercia, ma a foglie più larghe, da cui deriva il toponimo Farnetella). Da questa stanza si accede tramite un ponte con ringhiera in ferro ad un ampio terrazzo che in passato era anche collegato con la villetta attigua della servitù. Inoltre una scalinata permette di raggiungere il giardino all'inglese che si estende nel bosco sottostante. Questo serviva ad unire i diversi corpi dell'edificio, a conferire continuità architettonica, ma anche ad offrire un collegamento ai villeggianti che vi soggiornavano. Un'ulteriore ponte in pietra sull'altro lato dello stabile univa il castello con le case della servitù. La sala da pranzo, realizzata completamente in legno intagliato a partire dal 1906 dall'artista senese e scultore ligneo Giovanni Sammicheli è un vero capolavoro decorativo. Le pareti sono ricoperte da un elaborato apparato di girali vegetali e motivi faunistici ispirati alla fauna locale, con particolare enfasi sul tema della caccia e della selvaggina. Le decorazioni includono teste umane, teste di animali ed esseri fantastici, poste in ogni angolo della sala, che contribuiscono a creare un’atmosfera suggestiva e di grande effetto. L’artista, che lavorò per Adolfo Ferrari alcuni anni, realizzò per il paese anche il Gesù Morto (1908), una bellissima scultura lignea conservata nella Chiesa della Compagnia Santa Croce. Il salone principale, uno degli spazi più imponenti, si affaccia sulla Val di Chiana tramite una maestosa trifora gotica. Nelle giornate limpide, dal finestrone, si riconosce il monte Vettore dei monti Sibillini, il lago Trasimeno, Cortona, Castiglion Fiorentino e altri centri della valle. La stanza si presenta con un pavimento realizzato in cotto, materiale tradizionale toscano e con delle pareti decorate e affrescate. In particolare sul soffitto è presente l'affresco con lo stemma di Siena, caratterizzato dal tipico bicolore bianco-nero con al centro il simbolo della lupa senese mentre allatta Senio e Ascanio (i due fondatori della città). Come arredi, oltre a poltrone e divani, si trova un grande pianoforte a coda, simbolo di cultura e intrattenimento per gli ospiti della residenza, che sottolinea l'idea di un luogo progettato per eventi sociali e per il soggiorno di nobili villeggianti. Dalle scale di servizio è possibile accedere al terzo piano che è però meno esteso e rimasto incompiuto. Procedendo, le scale conducono anche alla terrazza sul tetto, da dove si può ammirare il paese e la vallata circostante. Il castello presenta diversi bagni con acqua corrente era riscaldato a legna: all'interno si trovano numerose caldaie in ghisa e in terracotta e focolari. In passato, il castello presentava al suo interno numerosi arredi d'epoca e armature, che sono state poi nel tempo venduti dagli ex proprietari per avere un ricavo economico. Nei sotterranei si trovano le cantine per il deposito del vino, mentre nelle stanze adiacenti al castello si trova anche l'antico frantoio con le macine in pietra.
Oggi il castello e la sua villetta attigua sono di proprietà privata e non accessibili, purtroppo, al pubblico nonostante le richieste dei visitatori e degli abitanti. Il castello è stato aperto al pubblico solamente in due occasioni: nel novembre 1996 per la presentazione di un Quaderno Sinalunghese dedicato a Farnetella (a cura di Andrea Fucelli, Ariano Guastaldi, Lucia Mazzetti – Edizioni Lui – Biblioteca Comunale di Sinalunga) e il 12 e 13 ottobre 2024 in occasione delle giornate FAI d'Autunno grazie all'impegno del Fondo Ambiente Italiano con il patrocinio del Comune di Sinalunga; oltre 1500 persone hanno vistato il castello attraverso visite guidate organizzate da studenti e volontari del FAI.

### Fonti pubbliche

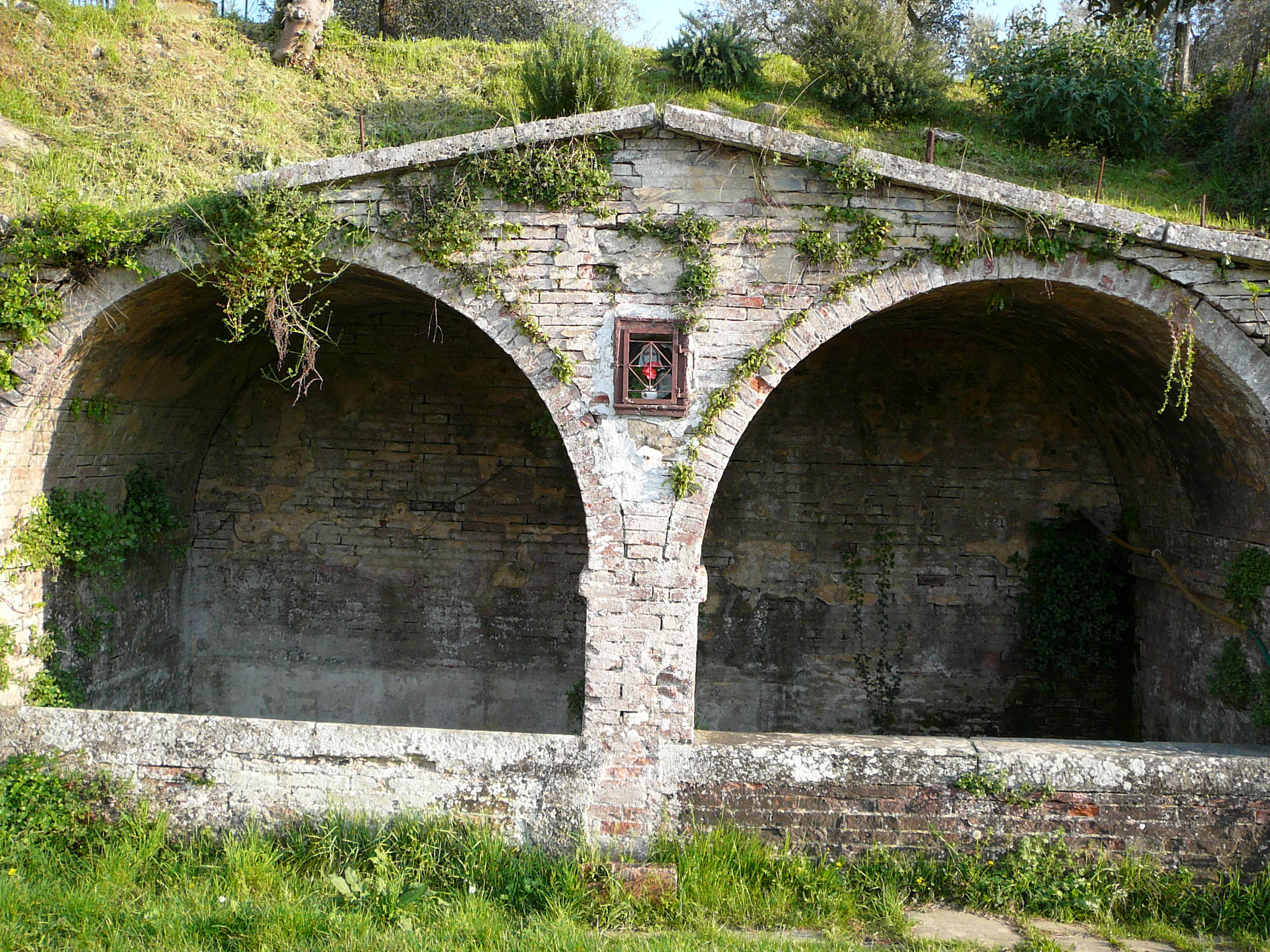
Le fonti, strada per il Cimitero

Come in molti altri paesi anche a Farnetella troviamo dei resti di antiche fonti pubbliche. Nel paese ne esistono due: una si trova nel bosco (località Fonti Vecchie, nome appunto derivato dalla presenza di questa fonte) e una per la strada che conduce al Cimitero. Non è facile purtroppo risalire all'epoca della loro costruzione. La prima, oggi ricoperta da una folta vegetazione e in condizioni di decadimento, si approvvigionava di una risorsa idrica naturale dato che in quella zona sono presenti molte vene d’acqua superficiali. La seconda, alimentata dalla condotta idrica del paese (acqua del Vivo), è composta da due fonti sormontate da due archi a tutto sesto in mattoni rossi. Il loro uso era per il lavaggio degli indumenti personali e della biancheria delle famiglie del paese. Venivano riempite e successivamente svuotate per ricambiare l'acqua da un addetto del comune una volta alla settimana. Una fonte era per il lavaggio e l'altra per il risciacquo. Esisteva inoltre sulla sinistra di queste due una fonte riservata invece all'abbeveratoio del bestiame, in seguito demolita e sostituita da un muro, probabilmente perché era cessata tale esigenza. In seguito, nel dopoguerra il Comune fece costruire i lavatoi pubblici (in prossimità del sentiero boschivo del Madonnino, oggi in disuso ed in parte demoliti) migliorando così le condizioni igieniche del lavaggio della biancheria dato che ogni persona poteva usare e gettare la propria acqua.

## Società

### Evoluzione demografica
Demografia 1675
| Demografia Farnetella - Anno 1675                                                                                  | Demografia Farnetella - Anno 1675                                                                                  | Demografia Farnetella - Anno 1675                                                                                  | Demografia Farnetella - Anno 1675                                                                                  |
| Il numero degli abitanti viene diviso per fuochi (famiglie) e distinto tra gli abitanti del borgo e della campagna | Il numero degli abitanti viene diviso per fuochi (famiglie) e distinto tra gli abitanti del borgo e della campagna | Il numero degli abitanti viene diviso per fuochi (famiglie) e distinto tra gli abitanti del borgo e della campagna | Il numero degli abitanti viene diviso per fuochi (famiglie) e distinto tra gli abitanti del borgo e della campagna |
| Località | Fuochi | Anime | Per famiglia |
| --- | --- | --- | --- |
| Paese | 40 | 130 | 3,2 |
| Campagna | 27 | 148 | 5,7 |

Demografia 1700-2000
Abitanti censiti

### Tradizioni e folclore

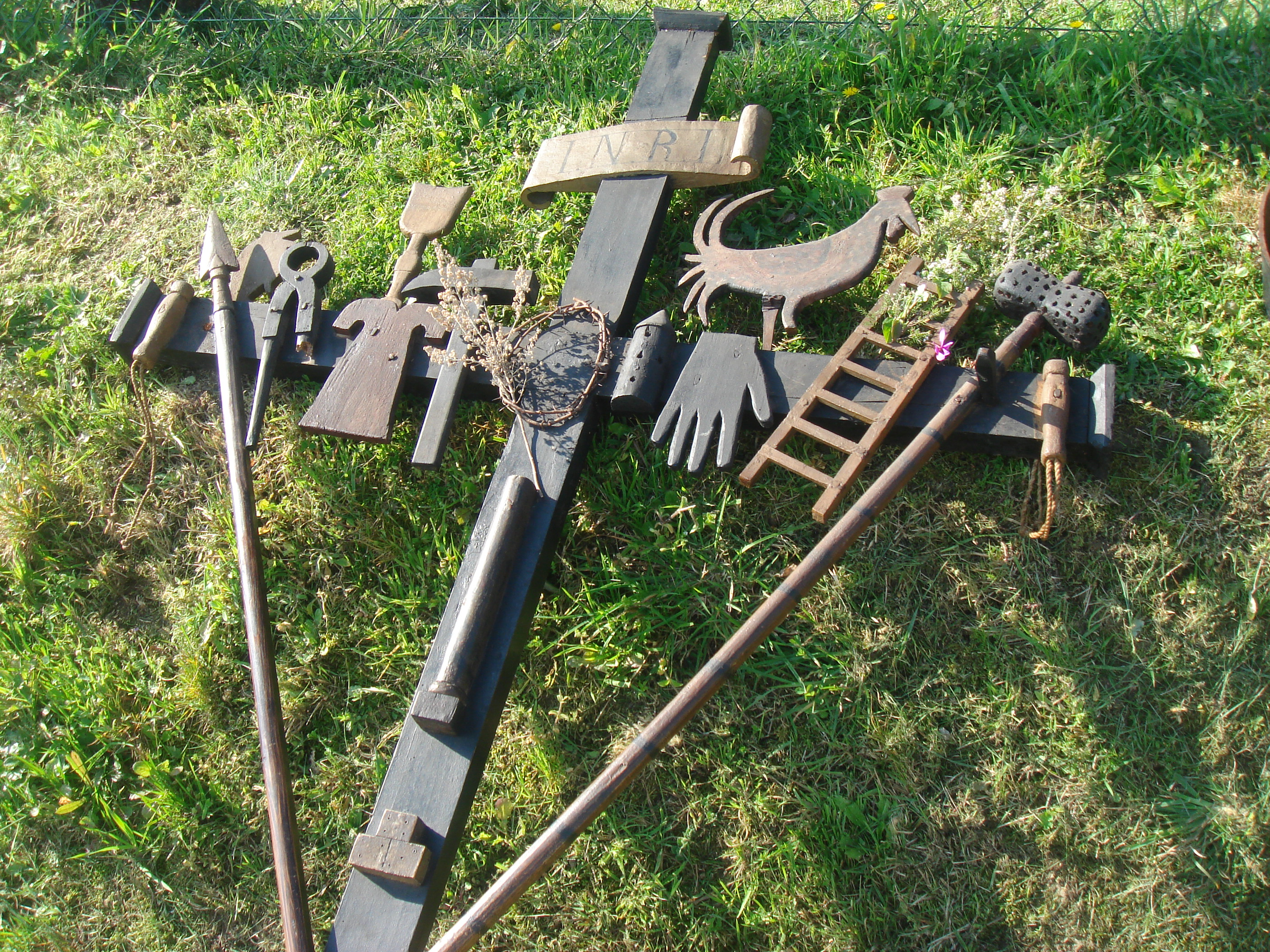
Croce della Passione di Cristo

Ogni anno il Venerdì Santo, giorno in cui si ricorda la passione e la morte di Gesù Cristo, oltre alla processione in notturna con il Gesù Morto e la Madonna Addolorata, la comunità di Farnetella, come da antica tradizione, allestisce un'ulteriore processione mattutina alle ore 8 su un itinerario prevalentemente boschivo o comunque campestre su 8 km, impiegando circa 4 ore di tempo: questa è la cosiddetta Visita delle Sette Chiese della Venerabile Compagnia di Santa Croce. Durante il percorso avvengono delle soste di preghiera in luoghi precisi che rappresentano le Sette Chiese e vengono cantate quasi ininterrottamente antifone e strofe in latino attinenti alla Passione di Cristo. Guidano la processione due antiche lanterne e una pesante croce di legno, portata a turno, che contiene tutti i simboli legati alla tortura e alla crocifissione, e che viene baciata ad ogni “Stazione”. Le soste effettuate sono 12, ma in realtà solo 7 sono ufficialmente le Chiese o Stazioni.
Il giorno di Corpus Domini, ha luogo un'infiorata che consiste nel raccogliere in zona con pazienza, petali, fiori, foglie e realizzare per i borghi un lungo e colorato tappeto, che servirà da soffice guida per la processione del Corpus Domini.

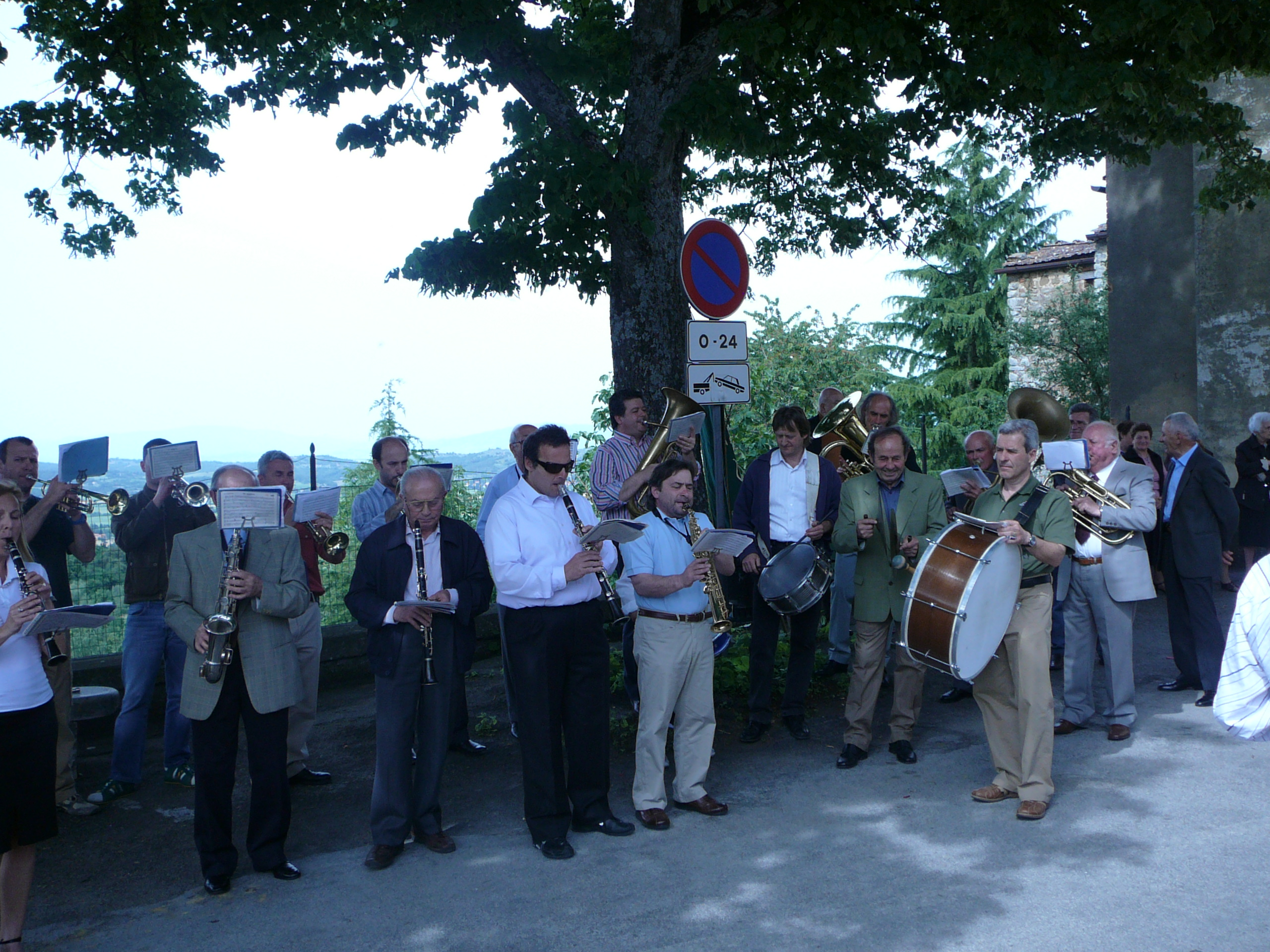
Società Filarmonica Pietro Mascagni

Farnetella ha una banda musicale denominata Società Filarmonica Pietro Mascagni, istituita nel 1874 per iniziativa di Luciano Meattini e Don Bernardino Amidei. Nel 1901 fu sostenuta economicamente da Adolfo Ferrari. Il primo maestro fu Biagio Sorbellini, poi Gaetano Trapani ed Elia Nannucci. Nei primi anni contava più di 40 musicanti, il paese era densamente popolato e in ogni famiglia c'era qualcuno che suonava in banda. Per il prestigio raggiunto spesso veniva chiamata per servizi religiosi e concerti nei paesi limitrofi. L'attuale banda è presente in tutte le manifestazioni e ricorrenze religiose del paese ed è formata da venti musicanti provenienti sia da Farnetella che da Scrofiano.